# رادوتسه (لبانه)
رادوتسه (به صربی: Radevce) یک منطقهٔ مسکونی در صربستان است که در لبانه واقع شده‌است. رادوتسه ۹۴ نفر جمعیت دارد.